# Stenus longipes
Stenus longipes ist ein Käfer aus der Familie der Kurzflügler (Staphylinidae). 

## Merkmale
Die Käfer erreichen eine Körperlänge von 5 bis 5,5 Millimetern. Die Deckflügel tragen einen gelben, runden Diskalfleck. Die Beine der Tiere sind schwarz gefärbt. Nur das erste Glied der Kiefertaster ist hell, die übrigen sind schwarz gefärbt. Der gelbe Diskalfleck ist etwas größer als beim ähnlichen Stenus biguttatus. Der Körper ist schlanker gebaut als bei Stenus bipunctatus. Der hintere Teil des Kopfes ist ungekielt.

## Vorkommen und Lebensweise
Die Art kommt in der südlichen Paläarktis vor. Sie ist in Südeuropa, dem südlichen Mitteleuropa, dem Kaukasus, dem Norden des Irans, in Kleinasien, Sibirien und in der Mandschurei verbreitet. Sie ist in Mitteleuropa nicht häufig und nur lokal verbreitet. Die Tiere besiedeln lehmige Ufer von Bächen und anderen Gewässern und treten häufig in Gesellschaft mit S. bipunctatus auf. Sandige Bereiche werden nur besiedelt, wenn diese verschlammt sind. Man findet sie auch an feuchten Stellen in Lehmgruben, an Böschungen oder auf Feldern unter Steinen. Stenus longipes tritt von April bis Oktober auf, die Imagines fliegen häufig abends. 